# RSVP

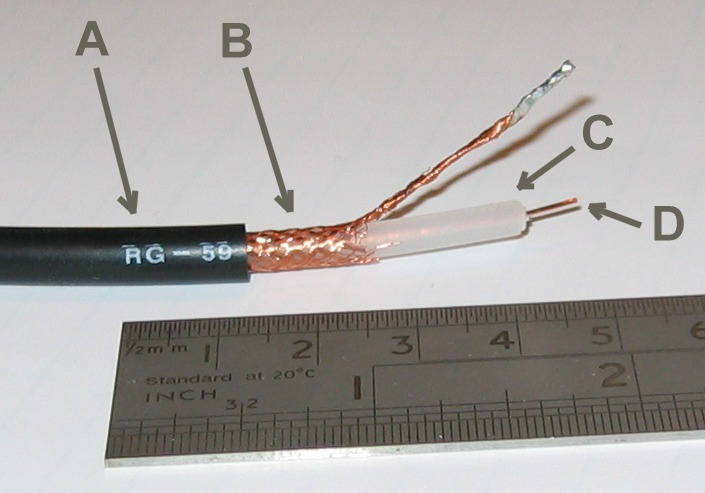
RG-59 коаксіальний кабель

RSVP (англ. Resource ReSerVation Protocol) — протокол резервування мережевих ресурсів.
З метою повідомлення маршрутизаторам мережі потреб кінцевих вузлів як обслуговування потоків використовується додатковий протокол — RSVP.
Працює він таким чином: вузол-джерело до передачі даних, що вимагають певної нестандартної якості обслуговування (наприклад, постійної смуги пропускання для передачі відеоінформації), посилає по мережі спеціальне повідомлення у форматі протоколу RSVP. Це повідомлення про шлях (path message) містить дані про тип переданої інформації і необхідні пропускні спроможності. Воно передається маршрутизаторам по всьому шляху від вузла-відправника до адреси призначення, при цьому визначається послідовність маршрутизаторів, в яких необхідно зарезервувати певну смугу пропускання.
Маршрутизатор, одержавши таке повідомлення, перевіряє свої ресурси з метою визначення можливості виділення необхідної пропускної спроможності. При її відсутності маршрутизатор запит відкидає. Якщо необхідна пропускна здатність досяжна, то маршрутизатор налаштовує алгоритм обробки пакетів таким чином, щоб вказаному потоку завжди надавалась необхідна пропускна здатність, а потім передає повідомлення наступному маршрутизатору вздовж шляху. В результаті, по всьому шляху від вузла-відправника до адреси призначення резервується необхідна пропускна здатність з метою забезпечення запитуваної якості обслуговування.
Протокол RSVP, крім використання для сигналізації вимог до якості обслуговування (архітектура QoS IntServ), використовується також для сигналізації MPLS TE LSP (MultiProtocol Label Switching Traffic Engineering Label-Switched Path). Для сигналізації MPLS TE LSP використовується модифікована версія протоколу — RSVP-TE (RFC 3209, RFC 5420).